# Artur Maul
Artur Maul, auch Arthur Maul (* 12. Oktober 1935 in Eicha (Römhild) im Kreis Hildburghausen), ist ein ehemaliger Nautischer Offizier und Kapitän in der DDR und dort zuletzt in Rostock als Generaldirektor des Kombinats Seeverkehr und Hafenwirtschaft tätig.

## Leben und Wirken
Im Jahr 1949 trat Artur Maul in den DDR-Jugendverband Freie Deutsche Jugend (FDJ) ein und 1957, im Alter von 22 Jahren, in die Sozialistische Einheitspartei Deutschlands (SED). Artur Maul war verheiratet und Vater von zwei Kindern.
Seinen maritimen Beruf erlernte Maul zunächst als Offiziersschüler an der Offiziershochschule der Volksmarine „Karl Liebknecht“ und an der Seefahrtschule Wustrow. Anschließend fuhr  Maul von 1959 bis 1965 als Offizier bzw. Kapitän auf Schiffen der Deutschen Seereederei. Im Jahr 1962 war er als 2. Nautischer Offizier an Bord des Frachtschiffes Halle tätig, mit dem er während der Kubakrise die Seeblockade durch Schiffe der US Navy umging, um Versorgungsgüter auf den Inselstaat Kuba zu bringen.
Unter Führung von Kapitän Artur Maul befand sich das Typ-IV-Schiff Magdeburg, welches am 27. Oktober 1964 von London kommend auf der Ausreise nach Kuba auf der Themse eine Kollision mit dem japanischen Frachter Yamashiro Maru hatte.
Von 1965 bis 1968 absolvierte Arthur Maul ein Studium an der Parteihochschule der SED zum Diplom-Gesellschaftswissenschaftler. Es folgte von 1968 bis 1975 eine Tätigkeit als Leiter des Seefahrtsamtes der DDR. Als Nachfolger von Heinz Neukirchen war Maul von 1976 bis 1990 als Generaldirektor vom Kombinat Seeverkehr und Hafenwirtschaft tätig. Maul war Mitglied im Präsidium der Kammer für Außenhandel der DDR.
Als einer der ersten Aufträge im Rahmen einer „Konzeption zur langfristigen Entwicklung des geistig-kulturellen Lebens im VEB Kombinat Seeverkehr und Hafenwirtschaft in den Jahren 1977 bis 1980“ entstand die Skulptur Maritimes Symbol Pilzanker, das Artur Maul zwecks Schaffung eines Kunstwerks vor dem Verwaltungsgebäude im Überseehafen Rostock anregte und förderte. Der Bildhauer Günter Kaden wurde mit der Schaffung des plastischen Gestaltungselements für die bildkünstlerische Gestaltung des Hafenbetriebseingangs beauftragt. Die Einweihung als maritimes Symbol für Seeleute erfolgte am 5. Oktober 1979 vor dem Haus der DSR im Überseehafen. Anlässlich der Würdigung des Tages der Seeverkehrswirtschaft wurde 1983 die Skulptur als ein „maritimes Ehrenmal für die auf See gebliebenen Seeleute“ bezeichnet und Artur Maul legte im Rahmen einer Erinnerungskultur für durch zivile Schiffsunglücke auf See gebliebene Seeleute ein Blumengebinde nieder.
Anfang 1980 veröffentlichte die Tageszeitung Junge Welt ein Interview mit ihm. Im persönlichen Umgang mit allen seinen Verhandlungspartnern sah Generaldirektor Artur Maul demnach das Handeltreiben zum gegenseitigen Vorteil im Rahmen der friedlichen Koexistenz als wichtig an. Zum Vergleich seiner Position im Kombinat Seeverkehr und Hafenwirtschaft (KSH) mit der eines Generaldirektors eines Konzerns sah er seinen Hauptauftrag im Erwirtschaften von Profit, also die Einnahme von Devisen. Als Generaldirektor des KSH und der DSR veröffentlichte Artur Maul 1987 in der Fachzeitschrift Seewirtschaft zur Unternehmensgeschichte den Beitrag 35 Jahre DSR-LINES.
Aus Sicht der DDR informierte Artur Maul 1988 in Erfahrungen, Möglichkeiten und Perspektiven der Zusammenarbeit zwischen der Seeverkehrswirtschaft der DDR und den Schiffahrts- und Dienstleistungsunternehmen der Bundesrepublik vor dem Hintergrund einer kurzen Zusammenfassung der Aufgaben und schiffahrtspolitischen Prinzipien über den Stand der Zusammenarbeit zwischen der Seeverkehrswirtschaft der DDR und der BRD sowie über Möglichkeiten und Formen einer zukünftigen Kooperation zwischen der DDR und Westeuropa, speziell der BRD auf diesem Wirtschaftssektor  und berücksichtigte auch Kooperationsmöglichkeiten im Bereich der Seehäfen der DDR und der BRD und betonte, dass eine Kooperation sowohl zur Verbesserung der Wettbewerbsfähigkeit als auch aufgrund der technologischen Entwicklungstrends der internationalen Linienschifffahrt (Containertransport) notwendig sei.
1989 promovierte er an der Ingenieurhochschule für Seefahrt Warnemünde/Wustrow zum Thema Der seewärtige Containerverkehr – Mittel zur Verwirklichung der Außenhandelsstrategie der DDR und zur Festigung der Marktpositionen des VEB DSR auf den internationalen Schifffahrtsmärkten der 90er Jahre und er sah in maritimer Ausbildung sowohl Tradition als auch Verpflichtung.
Generaldirektor Artur Maul stand auf der Seite der BRD im Gespräch mit dem Hamburger Senator für Wirtschaft und Verkehr Helmuth Kern.
KSH-Generaldirektor Artur Maul erlitt 1989 jedoch einen Herzinfarkt und musste infolgedessen seine Beteiligung an den laufenden Umwandlungsprozessen einstellen und Harry Wenzel übernahm nach der Umwandlung des Unternehmens in die „Deutsche Seereederei GmbH“ den Posten des Hauptgeschäftsführers bis zur Privatisierung durch die Treuhandanstalt an die Herren Horst Rahe und Nikolaus H. Schües.